# كونة (حومة لنجة)
کونة (بالفارسية: کونه) هي مستوطنة تقع في إيران في مهران. يقدر عدد سكانها بـ 346 نسمة .